# Hermonassa oleographa
Hermonassa oleographa là một loài bướm đêm trong họ Noctuidae.